# Сулина
Сулина или Солина (на румънски: Sulina) е град в окръг Тулча, Северна Добруджа, Румъния.

## География
Градът е разположен в Дунавската делта, на устието на Сулинския ръкав на около 10 км от последните късове земя при вливането му в Черно море и на около 60 км от общинския център Тулча, с който единствената постоянна връзка са корабите по реката. Счита се за най-източното пристанище на ЕС. Стоковият порт на града е свободна икономическа зона. През средата на голямото, но дълбоко само около 1,5 м Сулинско езеро-лагуна, отделено с тясна ивица земя от дълбокия плавателен дори за океански кораби Сулински ръкав на Дунава, минава границата с Украйна. В района гнездят пеликани (всеки от тях поглъща до 10 кг храна дневно), лебеди, корморани, гъски и над 300 вида други морски, сладководни и сухоземни птици. Дунавската делта е резерват от световно значение под защитата на ЮНЕСКО.

## История
В античността гръцки колонисти основават тук колонията Наракон, която изчезва в следващите епохи. През средновековието тук българите издигат крепост контролираща устието на Дунав и черноморското крайбрежие, около която се формира днешният населен пункт. До падането под османска власт в селището освен българи има и гърци и генуезка колония. След църковните реформи на патриарх Никон в града и района се заселват много избягали руснаци староверци т.нар. липовани.
От 1856 до 1939 г. в Сулина има седалище на международната Дунавска комисия.
При избухването на Балканската война в 1912 година един човек от Сулина е доброволец в Македоно-одринското опълчение. В края на декември 1916 г. градът е освободен от българската войска. За началник на порт Сулина е назначен капитан-лейтенант Димитър Фичев.
До Първата световна война, селището е близо два пъти по-голямо и с мултиетнически състав – румънци, българи, руси, украинци, гърци, турци, евреи, арменци, италианци, немци и др. Многобройни са били гърците – моряци и търговци, и русите липовани (старообредци) – рибари. Днес в града преобладава румънското население.

## Забележителности, вярвания, легенди
Старият фар на Дунавската комисия, Гръцката и Липованската (руска старообредна) църкви от ХІХ в. се считат за забележителности на града, но не са достатъчно поддържани и сами по себе си не са нещо изключително, каквито са простиращата се наоколо изпълнена с живот делта и сблъсъкът на великата река с морските вълни при вливането ѝ в морето. Всяка година Дунав отвоюва от морето ивица, широка няколко метра. Град Сулина е бил на самия морски бряг и на пристанището му е поставен знакът „Морска миля“. Но реката трупа наноси и до морето има още километри завоювани от сушата само през последните десетилетия. Устието на реката представлява канал, дълъг около 10 км. Той е създаден от наносите на Дунав. Дъното на канала периодично се драгира. На източния край преди немного години е построен колосален фар, висок 40 метра и малък параклис. Той сочи дунавския воден път. В Сулина има наблюдателна станция на Дунавската комисия по риболова и метеорологична станция. В силуета на града доминира куполът на представителния румънски православен храм, строен през кралската епоха, а самият град се състои само от няколко успоредни на реката дълги улици най-вече на десния бряг, с къси пресечки водещи към реката. Има немалко уютни хотели и пансиони за туристите и няколко ресторанта и кафе-клуба активно посещавани от местните младежи.
Край Сулина има необичайно гробище. Гробовете са безименни, защото са на удавници, които реката е донесла от далечни места, от страните, през които тече. Сулина е краят на Дунавската делта, и краят на Дунава. В миналото е бил диво и непристъпно място, за което се разказвали приказки и легенди за вещици и чудовища. Днес делтата е източник на блага за местните ѝ хора, обект на научни наблюдения, празник за туристите любители на природните феномени, един тържествен финал, достоен за великата река преди сливането ѝ с морето.

## Личности
Родени в Сулина
- Михаил Матеев (1898 – 1947), български генерал
- Парфем Макарев (1886 – ?), македоно-одрински опълченец, четата на Панайот Карамфилович, 2 рота на 14 воденска дружина[3]

## Други
На Сулина е наречена улица в квартал „Орландовци“ в София (Карта).